# Odontopera variegata
Odontopera variegata är en fjärilsart som beskrevs av Alfred Ernest Wileman 1910. Odontopera variegata ingår i släktet Odontopera och familjen mätare. Inga underarter finns listade i Catalogue of Life.